# 奇幻藝術
奇幻藝術（Fantasy Art）是一種奇幻类的視覺藝術，原指以魔法或虛構生物等奇幻題材的畫作。後不止於實體畫作，擴展到以奇幻相關主題的電腦繪圖、特殊攝影作品也包含在內。
奇幻藝術是以寫實手法描述非現實狀態的藝術。「奇幻藝術」作品可能以聖經的，寓言的，或象徵性的題材為出發點。這個詞彙可用來形容不同時期與地區的藝術家作品，但最常用來指稱歐洲與後哥倫布時期美洲的藝術傳統產物。這個詞彙非用來指中古世紀歐洲，或二十世紀以前大洋洲或亞洲文化的作品。這些來自後期文化的作品，雖然可能表現出醜怪的，神話的，或對不可見世界的描繪，但欠缺了古怪與刻意怪誕的「奇幻」特徵要素。
- 人魚
- Mermaid Syndrom by George Grie